# Gillian Alexy
Gillian Alexy (ur. 13 marca 1986 w Perth) – australijska aktorka filmowa, telewizyjna i dziecięca, Znana jest z ról w serialach Córki McLeoda i Outsiders. W 2000 roku ukończyła John Curtin College of the Arts.

## Wybrana Filmografia
- 1996: Bush Patrol – Eloise
- 1997: The Gift – Sharon
- 2001: Córki McLeoda – Tayler Geddes
- 2007: West – Cheryl
- 2007: Układy – Gitta Novak
- 2016: Outsiders – G'Winveer „G’Winn” Farrell
- 2017: People You May Know – Abigail

## Źródła
- Gillian Alexy w bazie IMDb (ang.)
- Gillian Alexy w bazie Filmweb